# Алзамай (станция)
Алзама́й — станция Тайшетского региона Восточно-Сибирской железной дороги на 4586 километре Транссибирской магистрали в городе Алзамае Нижнеудинского района Иркутской области.

## История
Введена в эксплуатацию 1897 году, когда из Нижнеудинска пришёл первый поезд. Это событие произошло, вероятно, во второй половине лета 1897 года, поскольку рельсы были уложены от Красноярска до 838-й версты, и первый поезд в Нижнеудинск прибыл в сентябре 1897 года. В 1901 году для снабжения паровозов водой возвели водокачку и водонапорную башню. Она была построена рядом с вокзалом, высотой 22 м, с баком ёмкостью 210 м3. Воду в башенную ёмкость закачивали двумя локомобилями из реки Топорок.
В начале XX века станция относилась к V классу.
На месте существующего скверика с лиственницами, у вокзала была построена небольшая церковь Святого Николая. Всё началось с того, что начальник станции И. А. Кон для верующих выписал икону Святителя Николая и приказал установить её в здании вокзала. Дорожный мастер А. К. Шашкевич соорудил под икону киот. Перед иконой стали совершаться богослужения. К возведению церкви приступили в конце 1905 года на средства служащих железной дороги при участии начальника станции. Церковь была одноэтажная и выкрашена масляной краской. Современники отмечали, что её здание было построено в готическом стиле. Кстати, такими были многие пристанционные храмы, возведенные в те годы. 29 июня 1907 года церковь была освящена во имя Святого Николая и приписана к приходу Иннокентьевской церкви села Алзамай.
С установлением советской власти построено паровозное депо. Для производства шпал в 1925 году был организован Алзамайский пункт Нижнеудинского ЛТХ, в 1927 году был организован химлесхоз (позднее ХЛХ) треста «Востсибхимлесзаг».
В 1942 году в Алзамай был эвакуирован Днепропетровский стрелочный завод, который выпускал стрелочные переводы, так необходимые железнодорожной магистрали для перевозок грузов на фронт. Сейчас это ремонтно-механический завод.

## Поезда дальнего следования

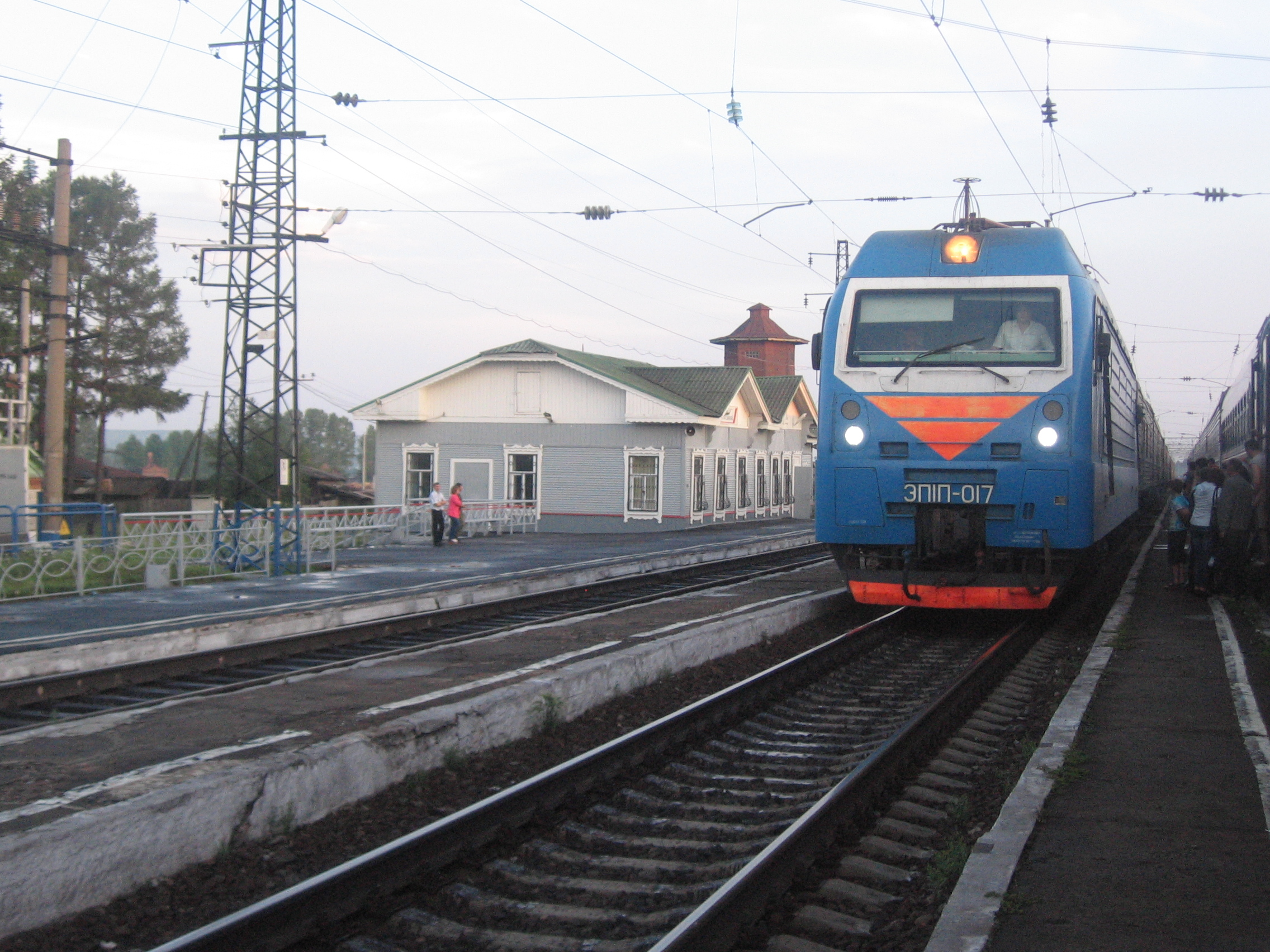
Электровоз ЭП1П-017 на станции

По состоянию на декабрь 2019 года через станцию проходят следующие поезда дальнего следования:

### Круглогодичное движение поездов
| № поезда | Маршрут движения           | № поезда | Маршрут движения           |
| -------- | -------------------------- | -------- | -------------------------- |
| 57       | Иркутск — Тайшет           | 58       | Тайшет — Иркутск           |
| 71       | Улан-Удэ — Северобайкальск | 72       | Северобайкальск — Улан-Удэ |
| 77       | Нерюнгри — Новосибирск     | 78       | Новосибирск — Нерюнгри     |
| 81       | Улан-Удэ — Москва          | 82       | Москва — Улан-Удэ          |
| 87       | Иркутск — Усть-Илимск      | 88       | Усть-Илимск — Иркутск      |

### Сезонное движение поездов
| № поезда | Маршрут движения | № поезда | Маршрут движения |
| -------- | ---------------- | -------- | ---------------- |
| 205      | Иркутск — Анапа  | 206      | Анапа — Иркутск  |
| 241      | Иркутск — Адлер  | 242      | Адлер — Иркутск  |
| 269      | Чита — Адлер     | 270      | Адлер — Чита     |

## Пригородное сообщение
| № поезда | Маршрут движения     | № поезда | Маршрут движения     |
| -------- | -------------------- | -------- | -------------------- |
| 6401     | Нижнеудинск — Тайшет | 6402     | Тайшет — Нижнеудинск |
| 6403     | Нижнеудинск — Тайшет | 6404     | Тайшет — Нижнеудинск |